# Guadarrama-Tunnel
Der Guadarrama-Tunnel (spanisch: Túnel de Guadarrama) dient der Hochgeschwindigkeitsstrecke Madrid–Valladolid zur Unterquerung der Sierra de Guadarrama im Iberischen Scheidegebirge. Der Bau des Tunnels wurde 2002 begonnen, die Inbetriebnahme erfolgte im Dezember 2007. Er ist mit über 28 km der längste Eisenbahntunnel in Spanien und derzeit (2018) der siebtlängste der Welt (ohne Berücksichtigung von U-Bahn-Tunneln).

## Verlauf
Das Südportal befindet sich bei Miraflores de la Sierra, etwa 50 km nördlich von Madrid, in 998 m Höhe. Von dort steigt der Tunnel mit 15 ‰ auf eine Scheitelhöhe von 1200 m an und fällt danach mit 9 ‰ auf 1114 m beim Nordportal in der Nähe von Segovia. Die größte Überdeckung wird mit 992 m unter dem 2429 m hohen Gipfel von Peñalara erreicht.
Jedes der beiden Richtungsgleise verläuft in einer separaten Tunnelröhre mit 9,45 m Außen- und 8,50 m Innendurchmesser. Bei 30 m Achsabstand ist die Weströhre 28.407,70 m und die Oströhre 28.418,66 m lang. Alle 250 m wurden Verbindungsstollen zwischen den Tunnelröhren angelegt. Diese können belüftet werden und dienen im Notfall als Rettungsräume.

## Geschichte
Insgesamt vier Tunnelbohrmaschinen waren ab Oktober 2002 von den Portalen aus im Einsatz, je zwei von den im Wettbewerb stehenden deutschen Unternehmen Herrenknecht und Wirth. Es wurden vier Millionen Kubikmeter Gestein, vornehmlich Granit ausgebrochen.
Die Oströhre wurde am 5. Mai 2005 durchgeschlagen. Der letzte Durchschlag erfolgte am 1. Juni 2005.
Die Baukosten lagen bei 1,219 Milliarden Euro und wurden zu 70 % durch die Europäische Union getragen.